# Counterstrike
i Counterstrike sono un gruppo drum and bass nato nel 1999 a Città del Capo, Sudafrica, formato da Justin Scholtemeyer e Eaton Crous. Sono tra i pochissimi musicisti di musica elettronica del proprio paese. Rispetto ad altri artisti del genere, la loro musica si distingue nettamente dalla canonica drum and bass, proponendo un sound dalle ritmiche veloci, dure, pesanti e aggressive, e dalle atmosfere oscure e claustrofobiche.
Inizialmente conosciuti sotto il nome di Animal Chin e 500 Mills Metalgear, hanno cambiato nome in Counterstrike nel 2004 quando hanno stipulato un contratto sotto la Algorythm Recordings. Da lì la band ha iniziato a collaborare con numerosissimi artisti e produttori del genere, e ha intrapreso svariati tour in diversi paesi del mondo, suonando dal vivo ad eventi come le Therapy Sessions dove ogni anno a Mosca, in Russia, si esibiscono i nomi di punta della scena drum and bass internazionale.

## Formazione
- Justin Scholtemeyer - produzione
- Eaton Crous - produzione

## Discografia

### Album di studio
- 2004: Counterstrike - Can't Let Go - Biolological Warfare LP on Outbreak
- 2005: Counterstrike - Gateway - Us Against The World LP on Barcode Recordings [2]
- 2008: Counterstrike - Insubordination LP on Algorythm Recordings

### Singoli
- 2001: Pressure / Questions (featuring Tasha) on Allied Recordings
- 2003: Doom Prophet / Damaged on Core Productions
- 2003: Candy Flip / Existenz on Invader
- 2003: Monster Munch / Tortured Soul on Outbreak Limited
- 2003: Synergy / End of Line on Cell Recordings
- 2003: Metalgear (aka Counterstrike) & Impact - Evil Eye / Broken Crystal on Dynamic Recordings
- 2003: Stickfight / Metal Gear on Leet Recordings
- 2004: Sentinel / IO on Drop On Request
- 2004: V / Misfit on Cell Recordings
- 2004: Africanism / Bloodline on Outbreak Limited
- 2004: Never Enough (feat. Soma) / Aeons (feat. Drop Bass) on Revolution Recordings
- 2004: Spinal Tap (feat. Impact) / Diablo (feat. Psyke & Manta) on Cell Recordings
- 2004: Pierced on Revolution Recordings
- 2005: Killswitch / Enemy on Algorythm Recordings
- 2005: Ghost / Nemesis (feat. Sunchase & Tasha) on Revolution Recordings
- 2005: Bodybag / Mutilation on Obscene
- 2005: Deathstar / Truth on Algorythm Recordings
- 2005: Everchanging on Revolution Recordings
- 2006: White Light [3] on Evol Intent Recordings
- 2006: The Power to Distort / Motherfucking Skulls (with Eye-D) on PRSPCT Recordings
- 2006: Revelation on Ohm Resistance
- 2006: Snuff / Timewarp on Algorythm Recordings
- 2006: Counterstrike & Genr8 - Grey Matter on Evol Intent Recordings
- 2006: Triggerhappy on Guerilla Recordings
- 2007: Counterstrike & Mumblz - Sickness & Suffering on Future Sickness
- 2007: Counterstrike & Eye-D - The Grind on Prspct Recordings

### EP
- 2005: Counterstrike – Phantasm / Merciless / Zulu Warrior / Zaire on Moving Shadow X [4]
- 2005: Counterstrike – From Beyond The Grave EP feat. SPL, Limewax, T.Z.A on Algorythm Recordings

### Remix
- 2000: Krushed & Sorted - King Of The Swingers (Animal Chin RMX) on African Dope
- 2003: Counterstrike - Candy Flip (Monkey & Large RMX) / Dimension Intrusion on Invader
- 2003: Counterstrike - V (Resonant Evil RMX) / Synergy (Raiden RMX) on Cell Recordings
- 2004: Counterstrike - Doom Prophet VIP / Damaged (Magna Karta RMX) on Core Productions
- 2004: Su3ject - Rage (Counterstrike Remix) on Trickdisk
- 2004: Muffler - Wreck (Counterstrike Remix) on Disturbed
- 2006: KC - Extreme Steel (Counterstrike Arena Remix) [5] on Human Imprint
- 2007: DJ G-I-S - Inner Demons (Counterstrike Remix) on Intransigent
- 2008: Counterstrike & Mumblz - Sickness & Suffering (Donny Remix) on Future Sicness

### CD
- 2005: Various Artists - Us Against The World on Barcode Recordings
- 2005: Counterstrike - From Beyond The Grave on Algorythm Recordings [6]
- 2008: Various Artists - Substance D on Human Imprint
- 2008: Counterstrike - Insubordination on Algorythm Recordings [7]

### Apparizioni in compilation
- 2001: Various Artists - Biogenesis mix CD on Algorythm Recordings
- 2001: Krushed & Sorted - Acid Made Me Do It on African Dope
- 2004: Counterstrike - Drum 'n Bass Singles 2002-2004 CD on Algorythm Recordings
- 2004: Various Artists - Biological Warfare CD mixed By Resonant Evil on Outbreak Recordings [8]
- 2004: Various Artists - CD mixed by Temper D on Cell Recordings [9]
- 2005: Various Artists – Kmag51 - Mixed By Rawkiss on Knowledge Magazine [10]
- 2005: Various Artists - First Contact - Mixed By Audio on Invader Recordings [11]
- 2005: Various Artists - Us Against The World - Mixed by Evol Intent on Barcode Recordings
- 2006: Various Artists – Kmag60 - Mixed By SPL & Limewax on Knowledge Magazine [12]
- 2007: Various Artists - 66 Minutes Of Sickness - Mixed By Panacea on Resident Magazine [13]
- 2007: Various Artists - Kmag70 - Mixed By Manifest on Knowledge Magazine [14]
- 2008: Timewarp VIP, N/V/D (Counterstrike Zentraedi Remix) - Mixed By Dieselboy on Substance D